# Coenotephria homophoeta
Coenotephria homophoeta är en fjärilsart som beskrevs av Louis Beethoven Prout 1926. Coenotephria homophoeta ingår i släktet Coenotephria och familjen mätare. Inga underarter finns listade i Catalogue of Life.